# Olší (okres Jihlava)
Obec Olší (německy Wolschi) se nachází v okrese Jihlava v Kraji Vysočina. Rozkládá asi 7 km jihozápadně od Telče. Žije zde 77 obyvatel.

## Název
Název se vyvíjel od varianty Wolssij (1528), Wolschy (1678, 1718, 1720, 1751), Wolschy a Wolšy (1846), Wolschy a Olší (1872), Olší (1881), Wolschi a Volši (1893), Wolschi, Olší a Volší (1906), Wolschi a Olší (1915) až k podobě Olší v roce 1924. Německý název Wolschy byl přejat z českého nářečního slova Volší a znamenalo místo prostlé nebo vymezené olšemi či olšinou.

## Historie
První písemná zmínka o obci pochází z roku 1529.
V letech 1961–1988 byla částí Mysletice. Od 1. ledna 1989 do 31. prosince 1991 spadala vesnice jako místní část pod Telč, od 1. ledna 1992 je samostatnou obcí.

## Přírodní poměry
Olší leží v okrese Jihlava v Kraji Vysočina. Nachází se 6,5 km jihozápadně od Telče. Geomorfologicky je oblast součástí Javořické vrchoviny a jejího podcelku Jihlavské vrchy, v jejichž rámci spadá pod geomorfologický okrsek Mrákotínská sníženina. Průměrná nadmořská výška činí 611 metrů. Nejvyšší bod, Bradlo (672 m n. m.), leží západně od obce. Jihovýchodně stojí Hora (664 m n. m.) a severozápadně Skupova branka (639 m n. m.). Obcí protéká bezejmenný potok, který se východně od vsi vlévá do potoka Strouha, na němž se severně od Olší rozkládá Olešský rybník.

## Obyvatelstvo
V roce 1850 měla 134 obyvatel, malá obec s českým obyvatelstvem, katastr obce měl v roce 1900 výměru 361 ha. Podle sčítání 1930 zde žilo v 28 domech 151 obyvatel. 151 obyvatel se hlásilo k československé národnosti. Žilo zde 150 římských katolíků a 1 evangelík.
| Rok            | 1869 | 1880 | 1890 | 1900 | 1910 | 1921 | 1930 | 1950 | 1961 | 1970 | 1980 | 1991 | 2001 | 2011 |
| Počet obyvatel | 143  | 139  | 151  | 150  | 141  | 161  | 151  | 114  | 114  | 96   | 70   | 61   | 60   | 60   |

## Obecní správa a politika
Obec leží na katastrálním území Olší u Telče a je členem mikroregionů Telčsko a Sdružení pro likvidaci komunálního odpadu Borek a místní akční skupiny Mikroregionu Telčsko.
Obec má sedmičlenné zastupitelstvo, v jehož čele stojí starosta Jan Dvořák.
| Období    | Voliči | Účast v % | Mandáty | Výsledky         | Starosta   |
| --------- | ------ | --------- | ------- | ---------------- | ---------- |
| 2002–2006 | 48     | 79,17     | 7       | 7 Za krásné Olší | Jan Dvořák |
| 2006–2010 | 45     | 77,78     | 7       | 7 Za krásné Olší | Jan Dvořák |
| 2010–2014 | 46     | 71,74     | 7       | 7 Za krásné Olší | Jan Dvořák |
| 2014–2018 | 52     | 73,08     | 7       | 7 Za krásné Olší | Jan Dvořák |

## Hospodářství a doprava
V obci sídlí firmy Lom Horní Dvorce, s.r.o. a LUCIUS, s.r.o. Obcí prochází silnice III. třídy č. 40614 z Mrákotína do Mysletic. Dopravní obslužnost zajišťují dopravci ČSAD Jindřichův Hradec a Josef Štefl - tour. Autobusy jezdí ve směrech Dačice, Mrákotín, Telč, Mysletice a Borovná.
Nejbližší železniční stanice jsou Telč a Dačice
Obcí prochází cyklistická trasa č. 5021 z Dobré Vody do Mysletic a modře značená turistická trasa z Borovné do Hradiska.

## Památky
- Kaple Nanebevzetí Panny Marie z roku 1950
- Skalní útvar Bradlo
- Psí hřbitov cca 2 km severozápadním směrem od obce, masivní kámen se jmény psů pohřbených pod ním
- Historická úvozová cesta s kamenným tarasem